# Into the Coven
Into the Coven ist ein Lied der dänischen Heavy-Metal-Band Mercyful Fate. Das ursprünglich Love Criminals betitelte Stück wurde als erstes Lied von Mercyful Fate geschrieben und erschien 1983 auf ihrem Debütalbum Melissa.

## Musikstil
Der Einklang des Lieds „flirtet mit Klassikmelodien“. Das Stück ist eher langsam gehalten und dem Heavy Metal zuzuordnen.

## Text und Kontroverse
Die Sprechinstanz fordert den Hörer auf, sich seinem Coven anzuschließen und seine Seele Satan zu übergeben. 1985, nach der Auflösung der Band, erschien das Lied auf der Liste der Filthy Fifteen des Parents Music Resource Center mit der Kennzeichnung O wegen okkulter Textinhalte.

## Coverversionen
Die Band Notre Dame coverte Into the Coven 1997 für den Sampler Mercyful Fate Tribute. Das Medley Mercyful Fate von Metallicas Garage Inc. von 1998 basiert auf Satan’s Fall, Curse of the Pharaohs, A Corpse Without Soul, Into the Coven und Evil.